# Яки (народ)

Флаг яки

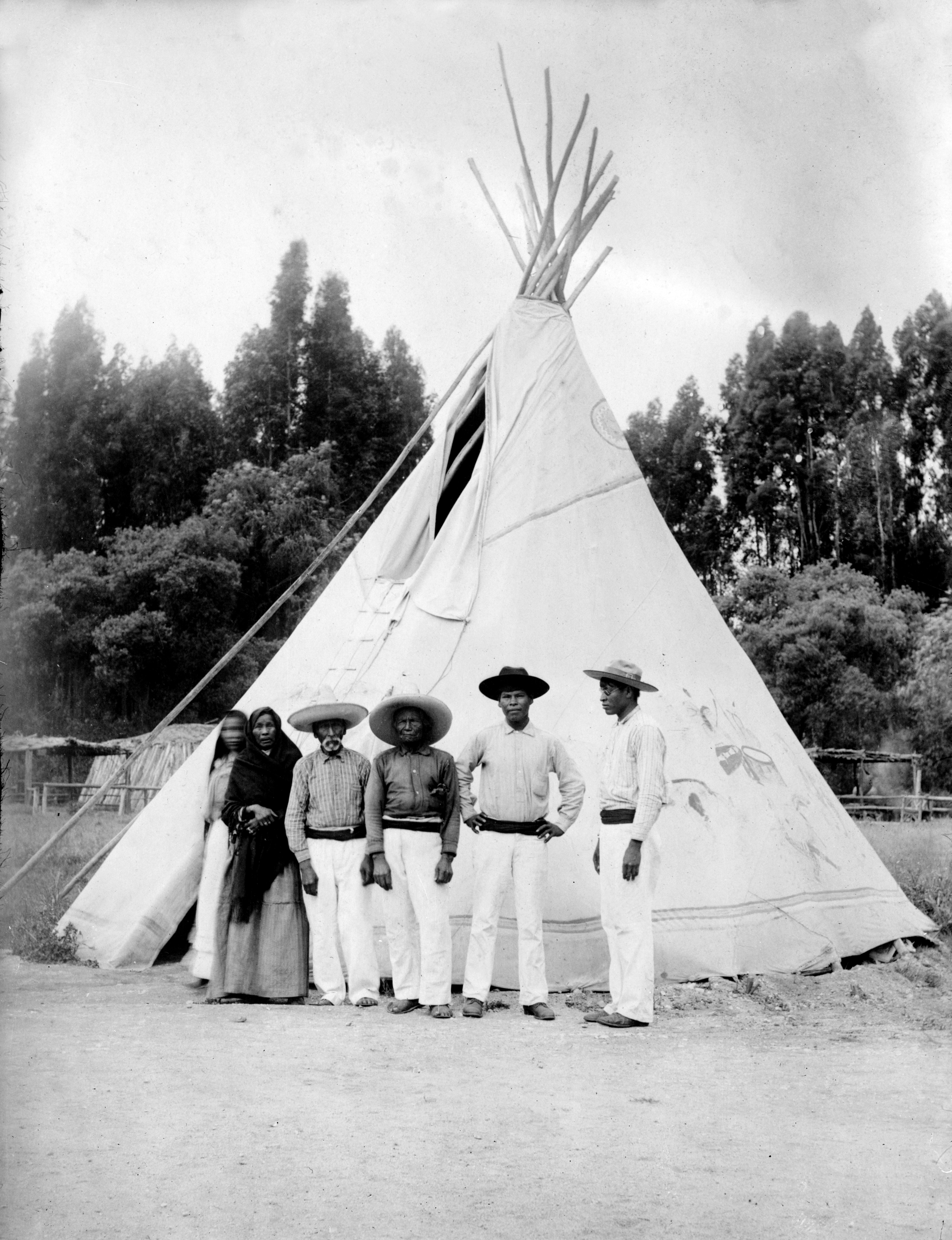
Индейцы яки, около 1910 года

Я́ки (Yaqui или «Yoeme») — племя североамериканских индейцев, живущих в регионе пустыни Сонора, включающем в себя северную часть мексиканского штата Сонора и юго-восточную часть американского штата Аризона. Яки называют себя yoeme («yoemem» или «yo’emem» означает «люди»). Родную землю они называют Hiakim (существует мнение, что из этого слова происходит имя «Yaqui»). Общая численность — около 16,5 тысяч человек (1993). Говорят на языке яки сонорско-ацтекской подсемьи юто-ацтекских языков. Как второй язык распространён испанский, реже — английский. В прошлом яки вели ожесточенные войны сначала против колониальных властей Новой Испании, а затем против правительства независимой Мексики, которые продолжались вплоть до 1929 года (см. Войны Яки).

## Известные яки
- Кахеме
- Тетабьяте
- Дон Хуан Матус
- Ричи Валенс
- Мария Феликс

## В кино
- «Битва при Сан-Себастьяне» (США-Мексика, 1968).